# Parahyparrhenia bellariensis
Parahyparrhenia bellariensis är en gräsart som först beskrevs av Eduard Hackel, och fick sitt nu gällande namn av Clayton. Parahyparrhenia bellariensis ingår i släktet Parahyparrhenia och familjen gräs. Inga underarter finns listade i Catalogue of Life.